# Złota wolność (powieść)
Złota wolność – powieść historyczna Zofii Kossak wydana w 1928.
Akcja powieści dzieje się w czasach Zygmunta III Wazy. Opowiada o czasach jego panowania, rodzącej się potędze magnaterii, prywacie. Głównymi bohaterami powieści są fikcyjne postaci Sebastiana i Pietrka z rodu Pielszów, uwikłanych w wielkie wydarzenia historyczne oraz sąsiedzkie spory i intrygi. Istotną rolę odgrywają też autentyczne postaci historyczne. Język powieści jest archaizowany.